# Rimokatolička katedrala sv. Nikole u Kijevu
Rimokatolička katedrala sv. Nikole u Kijevu (ukr. Церква Святого Миколая) je rimokatolička katedrala u ukrajinskom glavnom gradu Kijevu.
Katedralu je projektirao arhitekt Władysław Horodecki a građena je od 1899. do 1909. u neogotičkom stilu. Postala je prvostolnica Kijevsko-žitomirske biskupije i druga po starosti katolička ckrva u Kijevu, poslije crkve sv. Aleksandra.
Neogotička katedrala se nalazi u Crvenoarmijskoj ulici (Червоноармійська вулиця) na broju 77 a posjeduje dva tornja visine 62 metra.
Katedrala je također Nacionalna koncertna dvorana orguljske i kamarne glazbe Ukrajine.

## Vanjske poveznice
- Službena stranica  Arhivirana inačica izvorne stranice od 11. rujna 2014. (Wayback Machine) {rus.}
- St. Nicolaus catholic cathedral - Kiew History Site (engl.)